# Жаксымай
Жаксымай (каз. Жақсымай) — станция в Темирском районе Актюбинской области Казахстана. Входит в состав Жаксымайского сельского округа. Код КАТО — 155630300.

## Население
В 1999 году население станции составляло 190 человек (99 мужчин и 91 женщина). По данным переписи 2009 года, в населённом пункте проживал 171 человек (83 мужчины и 88 женщин). По данным переписи 2021 года, в селе проживало 224 человек (118 мужчин и 106 женщин).
| Численность населения | Численность населения | Численность населения |
| 1999                  | 2009                  | 2021                  |
| --------------------- | --------------------- | --------------------- |
| 190                   | ↘171                  | ↗224                  |

## Галерея
- Жаксымай
- Жаксымай
- Жаксымай